# Association sportive Arta/Solar7
Maillots
L'Association sportive Arta Solar7 (en arabe : جمعية ارتا/سولار٧), plus couramment abrégé en Arta Solar 7, est un club djiboutien de football fondé en 1980 et basé à Djibouti, la capitale du pays. 
L'équipe est présidée et sponsorisée par l'homme d'affaires Tommy Tayoro Nyckoss et son entreprise d'énergie solaire Solar 7.  

## Histoire
Fondé en 1980 sous le nom de Chemin de Fer Djibouto-Ethiopien, l'équipe joue en Première Division. Elle compte à son palmarès quatre championnats et quatre Coupes de Djibouti.
Le club joue ses premières rencontres internationales à l'occasion de la Ligue des champions arabes de football 2005-2006, où il est éliminé dès son entrée en lice. Il participe ensuite à la Coupe Kagame inter-club 2007. Le bilan est maigre, avec une seule victoire (face à la formation ougandaise de Uganda Revenue Authority SC) pour trois défaites. Il se qualifie également pour la Ligue des champions arabes de football 2007-2008 avec une piteuse élimination face aux Saoudiens d'Al Wehda Club, avec un score cumulé de 19 à 0.
Le club participe pour la première fois à une compétition continentale en 2018, lors de la Coupe de la confédération. l'équipe est éliminée dès le premier tour par les Kenyans de Kariobangi Sharks.
En 2020, Arta Solar 7 remporte pour la deuxième année consécutive la Coupe de Djibouti en s'imposant un but à zéro face à Asas Djibouti Télécom. Cette victoire est l'aboutissement de toute une année d'efforts conjugués par l'ensemble de l'équipe et du staff.
Lors du mercato hivernal, Arta Solar 7 frappe fort en recrutant l'international franco-camerounais Alexandre Song. L’ex milieu de terrain du FC Barcelone et des Lions Indomptables a paraphé un bail de deux ans avec Arta Solar7.L'ancien joueur de Lille.O.S.C et du Chelsea.FC Salomon Kalou vient de signer cette année.

## Noms successifs
- 1980-2006 : AS Chemin de Fer Djibouto-Ethiopien
- 2007-2014 : AS CDE-Compagnie Colas
- 2015-2016 : AS CDE/Arta
- 2016-2017 : AS Arta/SIHD (Société internationale des hydrocarbures de Djibouti)
- 2018 : Arta Solar 7

## Palmarès
| Compétitions nationales |
| --- |
| - Championnat de Djibouti (7): - Vainqueur : 1988, 2000, 2005, 2007, 2021, 2022, 2024 - Coupe de Djibouti (9): - Vainqueur : 1992, 2001, 2004, 2008, 2019, 2020, 2021, 2022, 2023. - Finaliste : 1989, 2002 et 2007. |
| |

## Personnalités du club

### Joueurs célèbres ou marquants
- Warsama Hassan
- Alexandre Song
- Carlos Kameni
- Dany Nounkeu
- Alain Traoré
- Christopher Dilo
- Salomon Kalou
- Diafra Sakho